# Star Wars, épisode V : L'Empire contre-attaque
Vous lisez un « bon article » labellisé en 2015.
Série Star Wars
Épisode IV : Un nouvel espoir
(1977) Épisode VI : Le Retour du Jedi
(1983)
Pour plus de détails, voir Fiche technique et Distribution.
L'Empire contre-attaque (The Empire Strikes Back) est un film américain de science-fiction de type space opera, co-écrit par George Lucas et Lawrence Kasdan et réalisé par Irvin Kershner, sorti en 1980. À partir de l'année 2000, il est exploité sous le nom Star Wars, épisode V : L'Empire contre-attaque (Star Wars: Episode V – The Empire Strikes Back).
C'est le deuxième opus de la saga Star Wars par sa date de sortie, mais le cinquième selon l'ordre chronologique de l'histoire. Il est le deuxième volet de la trilogie originale qui est constituée également des films Un nouvel espoir et Le Retour du Jedi.
L'histoire de cet épisode se déroule trois ans après les événements d’Un nouvel espoir. La guerre entre le maléfique Empire galactique et son antagoniste, l’Alliance rebelle, bat son plein. Les héros de l’Alliance Luke Skywalker et Han Solo se séparent après la prise de la principale base rebelle par l’Empire. Luke part sur la planète Dagobah afin de suivre la formation de Jedi auprès du maître Yoda. Solo tente lui d’échapper à la chasse spatiale que lui mène Dark Vador, l’apprenti de l’Empereur Palpatine.
George Lucas commence l’écriture du scénario en 1977. La préproduction du film dure un an. Le tournage en lui-même se déroule de mars à septembre 1979, principalement aux studios d'Elstree en Angleterre, mais aussi en extérieur en Norvège. La musique du film est composée et dirigée par John Williams. Lucas profite du vingtième anniversaire du premier Star Wars pour remonter légèrement le film en 1997 en y ajoutant des effets numériques.
Le film s'inspire à la fois des westerns, du cinéma japonais, et il utilise le concept du voyage du héros comme base narratologique. L'Empire contre-attaque est à la fois un succès commercial et un succès critique. Il remporte de nombreux prix, notamment deux Oscars.
L'Empire contre-attaque est sorti en VHS en octobre 1984 puis progressivement sur d'autres supports, et a également engendré un nombre important de produits dérivés. Il reste célèbre pour sa réplique culte : « Je suis ton père », adressée à Luke Skywalker par Dark Vador.

## Synopsis

### Présentation de l'univers

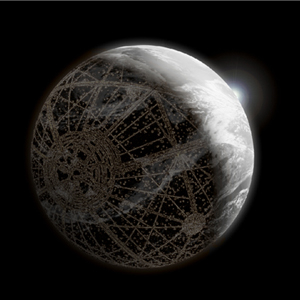
Vision d'artiste de la planète Coruscant.

L'univers de Star Wars se déroule dans une galaxie qui est le théâtre d'affrontements entre les Chevaliers Jedi et les Seigneurs noirs des Sith, personnes sensibles à la Force, un champ énergétique mystérieux leur procurant des pouvoirs psychiques. Les Jedi maîtrisent le Côté lumineux de la Force, pouvoir bénéfique et défensif, pour maintenir la paix dans la galaxie. Les Sith utilisent le Côté obscur, pouvoir nuisible et destructeur, pour leurs usages personnels et pour dominer la galaxie.
Pour amener la paix, une République galactique a été fondée avec pour capitale la planète Coruscant. Mais, tout au long de son existence, elle est secouée par des sécessions et des guerres. Pour mettre fin à ceci, la République est remplacée en 19 av. BY par un Empire galactique autoritaire et discriminatoire. Cette nouvelle entité est dirigée par le Sith Palpatine et son apprenti Dark Vador.
Mais après plusieurs années, la brutalité du régime provoque l'apparition d'une opposition armée : l'Alliance rebelle. Sa première victoire se déroule lors de la bataille de Yavin, lorsque les rebelles parviennent à détruire l'arme absolue de l'Empire, la station spatiale Étoile noire. Très contrarié par cet échec, l'empereur confie alors à son apprenti Dark Vador la tâche de traquer et d'éliminer les rebelles.

### Déroulement du synopsis

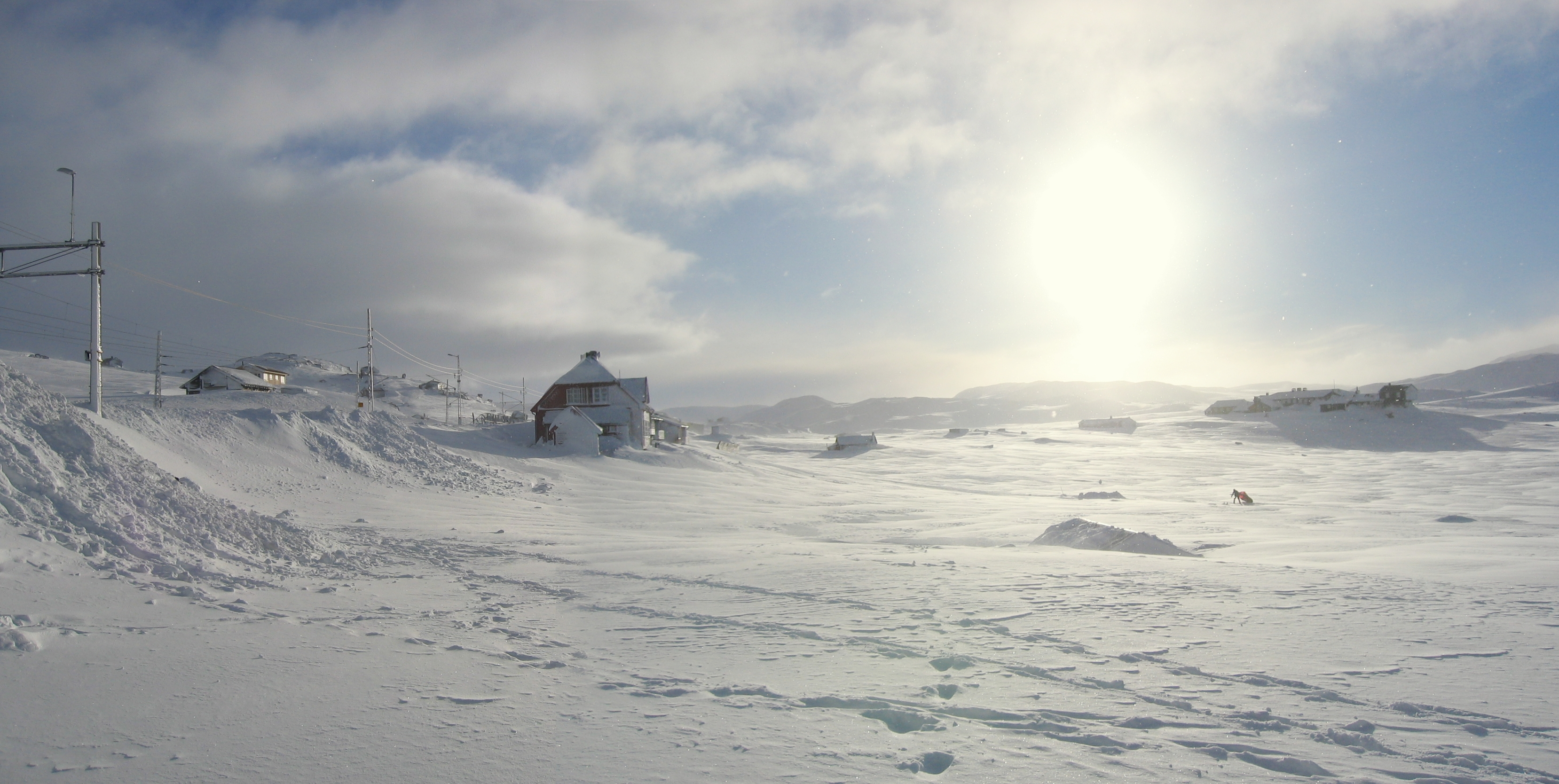
Paysage de la planète Hoth.

En 3 ap. BY, l'Empire galactique lance dans toute la galaxie des milliers de sondes spatiales pour débusquer les membres de l'Alliance rebelle. Ces derniers se sont réfugiés depuis plusieurs mois sur Hoth, une planète de glace, dans un complexe aménagé sur le flanc d'une montagne. Alors qu'il patrouille autour de la base, Luke Skywalker, le héros rebelle qui a détruit l'Étoile noire, repère une météorite qui s'écrase non loin de sa position. Il s'agit en fait d'un droïde-sonde impérial. Il prévient son ami Han Solo qu'il va inspecter le point d'impact avant de rentrer. Malheureusement, en chemin, il est attaqué par une monstrueuse créature des neiges : le Wampa. Après l'avoir assommé, la bête l'emmène jusqu'à sa grotte pour le dévorer. Le jeune héros parvient cependant à se réveiller juste à temps. Il tranche le bras du monstre avec son sabre laser et s'enfuit. Mais une tempête de neige s'est levée et il se perd en tentant de regagner la base. Épuisé, il finit par s'écrouler. C'est alors qu'il voit l'esprit de son ancien mentor, le Jedi Obi-Wan Kenobi, se matérialiser dans le blizzard. L'apparition fantomatique lui enjoint de se rendre dans le système Dagobah, où il pourra poursuivre son apprentissage de Jedi grâce à l'enseignement d'un ancien maître nommé Yoda.
Luke est bientôt secouru par Han, qui envoie un signal de détresse pour que son ami soit ramené à la base. Pendant que son compagnon se rétablit, Han débusque et détruit la sonde espionne avec l'aide de son copilote Chewbacca. Cependant, l'appareil ennemi a déjà envoyé des informations à la flotte impériale. Dark Vador ordonne alors une attaque immédiate. De leur côté, les rebelles se préparent à évacuer les lieux. Pendant que les soldats freinent l'avancée des troupes impériales, les équipes techniques s'échappent de la planète. Han Solo arrive à embarquer à temps à bord de son vaisseau, le Faucon Millenium, avec Chewbacca et la chef rebelle Leia Organa.

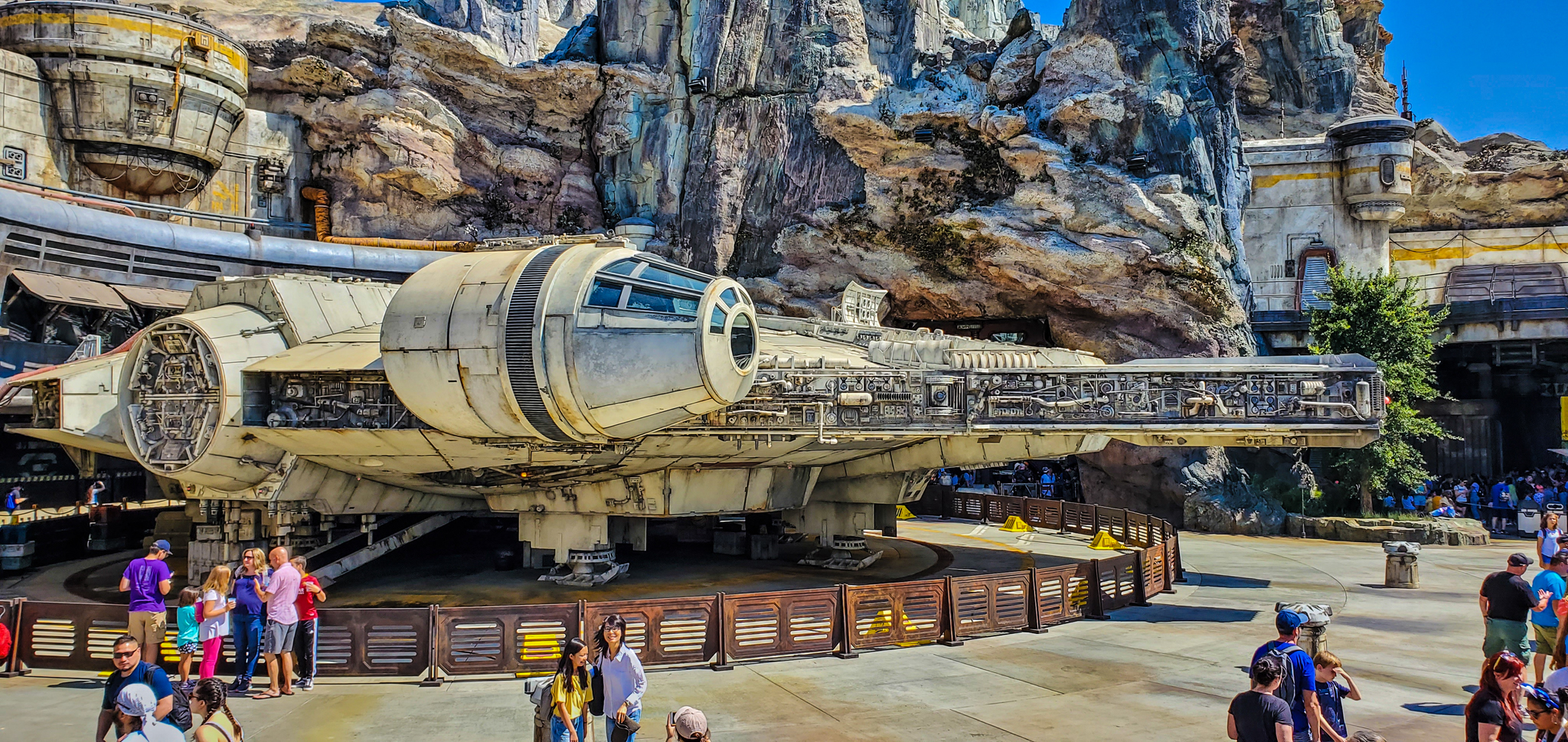
Le vaisseau spatial Faucon Millenium.

Luke, de son côté, prend place à bord de son chasseur X-wing et se rend sur la planète Dagobah pour trouver Yoda. La fuite du Faucon Millenium s'avère plus difficile car l'hyperpropulsion du vaisseau est en panne. Han Solo parvient cependant à échapper aux chasseurs impériaux en se réfugiant dans un champ d’astéroïdes. Malgré cela, il est dans l'impossibilité de rejoindre la flotte rebelle. Il lui faut réviser son vaisseau. Il décide donc d'effectuer les réparations sur Bespin, une planète proche. Il y retrouve Lando Calrissian, un de ses vieux amis qui est le gouverneur d'une cité dans les nuages. Pendant ce temps dans les marais de Dagobah, Yoda soumet Luke à un entraînement intensif de Jedi et le met en garde contre le Côté obscur. Dans son vaisseau, Dark Vador est convoqué par son maître, l'Empereur Palpatine. Ce dernier lui fait part d'un grand trouble dans la Force et de son inquiétude à propos de Luke qui serait le fils d'Anakin Skywalker. L'Empereur enjoint que le jeune homme ne devienne pas un Jedi. Vador propose au contraire de convertir Luke au Côté obscur ou, à défaut, de le tuer.
Luke a des prémonitions et voit ses amis en danger. Il décide alors de se rendre à son tour sur Bespin malgré les mises en garde de Yoda et de l'esprit d'Obi-Wan. Dans la cité des nuages, le lien entre Han et Leia se renforce. Mais Vador et ses troupes sont en embuscade. Trahi par Lando, Han Solo est congelé dans de la carbonite. Vador le livre ensuite à Boba Fett, un chasseur de primes à la solde de Jabba le Hutt, l'ancien employeur mécontent de Solo. Pris de remords, Lando libère cependant Leia et Chewbacca et les emmène à bord du Faucon Millenium. Luke débarque alors au cœur de la cité et se voit contraint d'affronter Vador en duel au sabre laser. Le Seigneur noir fait preuve de sa maîtrise du Côté obscur et prend l'ascendant sur le jeune homme en lui tranchant la main, mettant ainsi l'apprenti Jedi à sa merci. Vador propose à Luke de se joindre à lui pour régner sur la galaxie. Comme il refuse, Luke apprend alors la terrible vérité sur son héritage : Vador lui dévoile qu'il est son père. Comprenant la vérité, Luke se jette dans le vide et échappe ainsi au Seigneur noir. Il est alors récupéré par Lando et Leia à bord du Faucon Millenium et ils réussissent ensuite à quitter la planète sans encombre. Lando et Chewbacca déposent alors Luke et Leia à bord d'un cargo de l'Alliance rebelle puis partent à la recherche d'Han Solo.

## Personnages

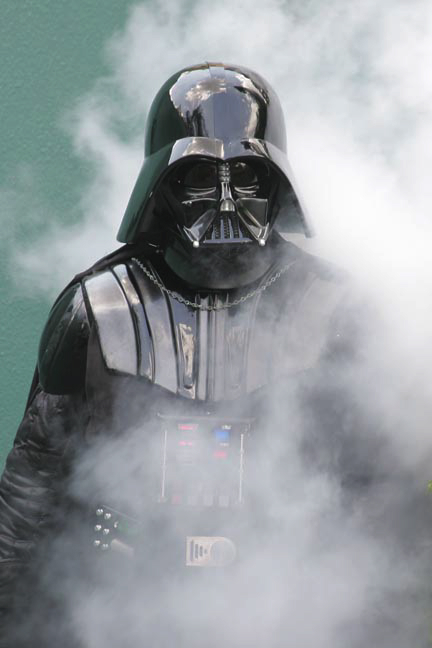
Cosplay de Dark Vador.

- Luke Skywalker : ancien fermier, il est devenu pilote de vaisseau spatial et apprenti du maître Jedi Obi-Wan Kenobi. Grâce à sa maîtrise de la Force, il a détruit la station spatiale Étoile noire. Il est devenu ainsi le héros de l'Alliance rebelle[13].
- Han Solo : c'est un contrebandier qui s'est lié d'amitié avec Luke et est secrètement amoureux de la princesse Leia. Il s'est engagé plus ou moins malgré lui dans l'Alliance rebelle. Cependant sa tête est mise à prix par son ancien employeur, un trafiquant nommé Jabba le Hutt qui lui réclame une forte somme d'argent[14].
- Princesse Leia Organa : elle est l'une des dirigeantes de l'Alliance rebelle. Elle est responsable de la base rebelle principale sur la planète Hoth. C'est en ce lieu qu'elle se rapproche sentimentalement du contrebandier Han Solo[15].
- Lando Calrissian : ami de longue date de Han Solo, il est aussi l'ancien propriétaire du Faucon Millenium. Grand joueur et surtout tricheur aux jeux de cartes, il obtient lors d'une partie le poste de baron administrateur d'une cité sur la planète Bespin. Il se révèle par la suite être un très bon gestionnaire[16].
- C-3PO : c'est un droïde de protocole conçu pour les relations entre les humains et les autres droïdes. Il appartient à Luke. Sur la base rebelle de la planète Hoth, il est chargé d'analyser les communications extérieures[17].
- R2-D2 : il est le droïde astromécano du vaisseau spatial de Luke. Sur la base rebelle de la planète Hoth, R2-D2 est chargé de surveiller les équipements pendant les opérations d'excavation[18].
- Dark Vador : c'est l'apprenti du maitre Sith qui dirige la galaxie. Il a participé à la bataille de l'Étoile noire et n'a pas pu en empêcher la destruction. Il traque depuis lors l'armée rebelle et plus particulièrement le pilote qui a détruit l'Étoile noire. Ses recherches lui permettent de découvrir le nom de ce dernier : Luke Skywalker[19].
- Chewbacca : ce Wookiee est le copilote du Faucon Millenium, le vaisseau spatial de Han Solo. Sur la planète Hoth, Chewbacca s'occupe essentiellement de la réparation du Faucon qui a subi plusieurs avaries[20].
- Obi-Wan Kenobi : maître Jedi du temps de la République galactique, il est tué par son ancien apprenti Dark Vador lors d'un duel au sabre laser sur l'Étoile noire. Il fusionne alors avec la Force, ce qui lui permet de communiquer avec Luke, son nouvel apprenti. Il peut également lui apparaître de temps en temps sous la forme d'un esprit[21].
- Boba Fett : il est le chasseur de primes le plus réputé de la galaxie. Engagé par Jabba le Hutt pour capturer Han Solo, il est plusieurs fois très près de réussir cette mission[22].

## Fiche technique
Sauf indication contraire, les informations mentionnées dans cette section peuvent être confirmées par les bases de données cinématographiques IMDb et Allociné,  présentes dans la section « Liens externes ».

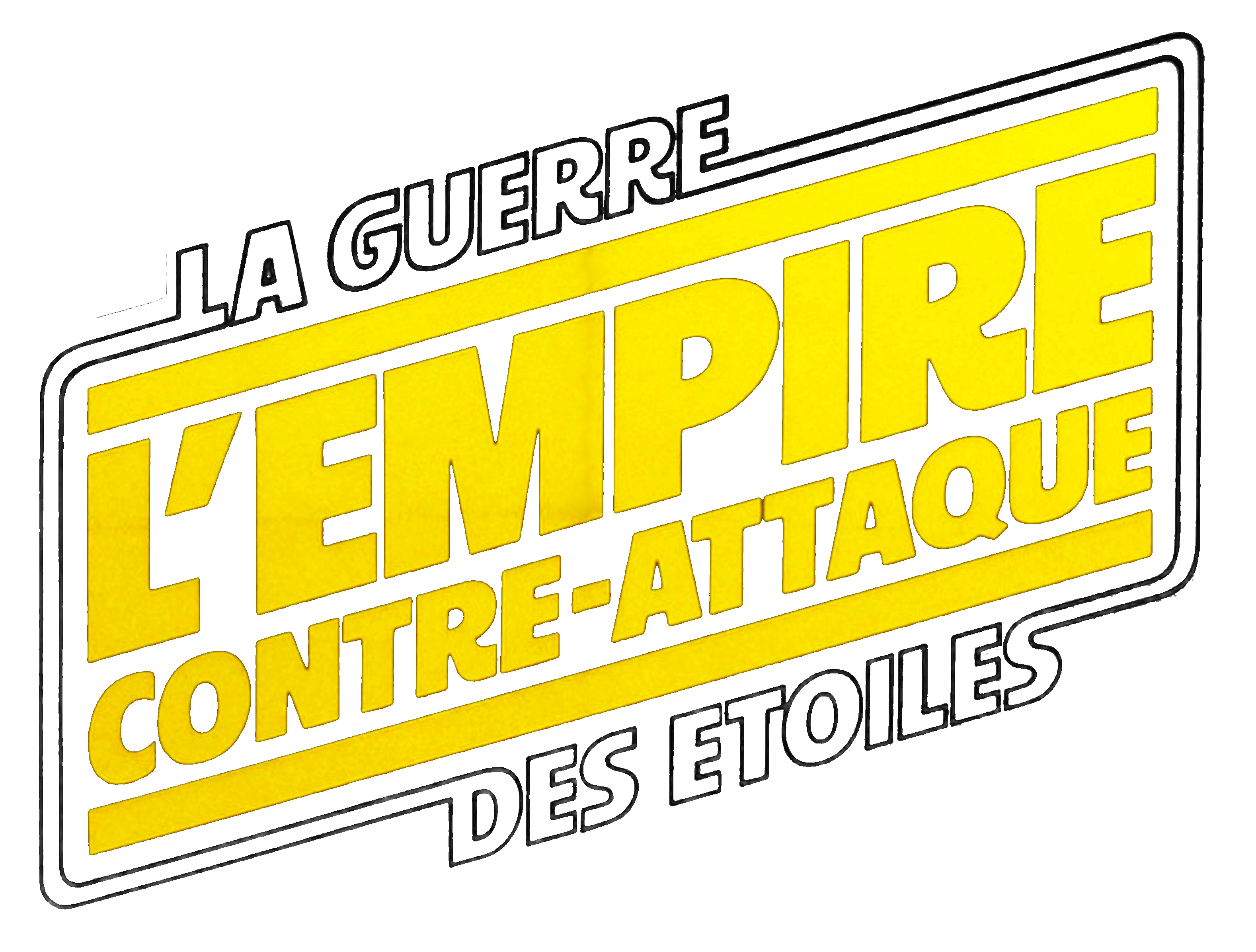
Logo de l'affiche française à la sortie du film.

- Titres originaux : The Empire Strikes Back puis Star Wars: Episode V – The Empire Strikes Back[Note 4]
- Titres français : L'Empire contre-attaque puis Star Wars, épisode V : L'Empire contre-attaque
- Réalisation : Irvin Kershner
- Scénario : Leigh Brackett et Lawrence Kasdan, d'après une histoire de George Lucas
- Musique : John Williams
- Direction artistique : Leslie Dilley, Harry Lange et Alan Tomkins
- Décors : Norman Reynolds
- Costumes : John Mollo
- Maquillage : Graham Freeborn
- Coiffure : Barbara Ritchie
- Photographie : Peter Suschitzky
- Son : Ben Burtt, Gregg Landaker, Steve Maslow, Tom Myers, Bill Varney
- Effets spéciaux : Industrial Light & Magic
- Montage : Paul Hirsch ; T. M. Christopher en 1997 pour l'édition spéciale
- Production : Gary Kurtz ; Rick McCallum en 1997 pour l'édition spéciale
  - Production déléguée : George Lucas
  - Production associée : Jim Bloom et Robert Watts[Note 5]
- Société de production : Lucasfilm Ltd.
- Société de distribution : Twentieth Century Fox ; UFD (France)[23]
- Budget : 18 millions de $[24],[25]
- Pays de production :  États-Unis
- Langue originale : anglais
- Format : couleur (DeLuxe) (Technicolor) - 35 mm - 2,39:1 (CinemaScope - Panavision) - son Dolby stéréo
- Genre : science-fiction, action, aventures, fantastique
- Durée : 124 minutes ; 127 minutes en 1997 pour l'édition spéciale
- Dates de sortie[26] :
  - États-Unis : 21 mai 1980 (Festival international du film de Seattle) ; 18 juin 1980 (sortie nationale) ; 21 février 1997 (édition spéciale) ; 8 octobre 2016 (Festival du film de Mill Valley)[Note 6]
  - Québec : 21 mai 1980[27]
  - France : 20 août 1980 (sortie nationale) ; 9 avril 1997 (édition spéciale) ; 1er février 2007 (Festival international du film fantastique de Gérardmer)[Note 7]
  - Belgique : 4 septembre 1980 (Gand) ; 9 avril 1997 (édition spéciale)[28]
- Classification :
  - États-Unis : des scènes peuvent heurter les enfants - accord parental souhaitable (PG - Parental Guidance Suggested)[Note 8]
  - France : tous publics (conseillé à partir de 8 ans)[29],[30]
  - Belgique : tous publics (Alle Leeftijden)[28]
  - Québec : tous publics (G - General Rating)[27]

## Distribution
Sauf indication contraire, les informations mentionnées dans cette section peuvent être confirmées par la base de données cinématographiques IMDb,  présente dans la section « Liens externes ».
- Mark Hamill (VF : Dominique Collignon-Maurin) : Luke Skywalker
- Harrison Ford (VF : Francis Lax) : Han Solo
- Carrie Fisher (VF : Évelyn Séléna) : princesse Leia
- Billy Dee Williams (VF : Jean Roche) : Lando Calrissian
- Anthony Daniels (VF : Roger Carel) : C-3PO[Note 9]
- David Prowse : Dark Vador
- James Earl Jones (VF : Georges Aminel[Note 10]) : voix de Dark Vador
- Peter Mayhew : Chewbacca
- Kenny Baker : R2-D2
- Frank Oz (VF : Serge Lhorca) : voix de Yoda
- Alec Guinness (VF : Philippe Dumat) : Obi-Wan « Ben » Kenobi
- Jeremy Bulloch (VF : Georges Atlas) : Boba Fett[Note 11]
- John Hollis : Lobot, l'assistant de Lando
- Jack Purvis : le chef des Ugnaughts
- Des Webb : la créature des neiges
- Clive Revill (VF : Jean Claudio) : voix de l'empereur Palpatine[Note 12]
- Ian McDiarmid (VF : Georges Claisse) : l'empereur Palpatine[Note 13]
- Kenneth Colley (VF : Jacques Thébault) : amiral Piett
- Julian Glover (VF : Jacques Ferrière) : général Veers
- Michael Sheard (VF : Jean Berger) : amiral Ozzel
- Michael Culver (VF : Daniel Russo) : capitaine Needa
- Bruce Boa (VF : Claude Joseph) : général rebelle Rieekan
- Christopher Malcolm (VF : Yves Barsacq) : rebelle Zev (Rogue 2[Note 14])
- Denis Lawson (VF : Marc de Georgi) : rebelle Wedge (Rogue 3)
- Richard Oldfield (VF : Michel Paulin) : rebelle Hobbie (Rogue 4)
- John Morton (VF : Marc François) : rebelle Dak (artilleur de Luke)
- Ian Liston : rebelle Janson (artilleur de Wedge)

- Version française réalisée par Société nouvelle de doublage[31] avec des dialogues de Christian Dura sous la direction artistique de Michel Gast[32]

Sources doublage : Allodoublage.com et Starwars-universe.com.

Photos des principaux interprètes.
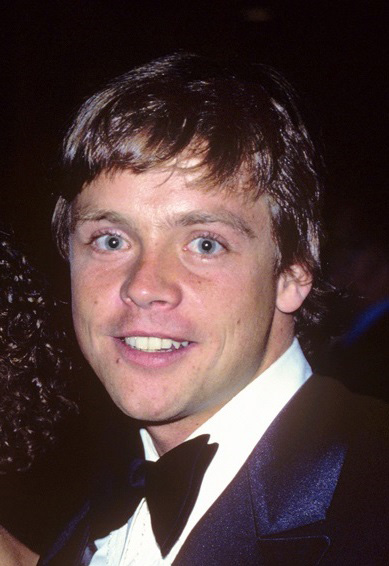
Mark Hamill en 1978.
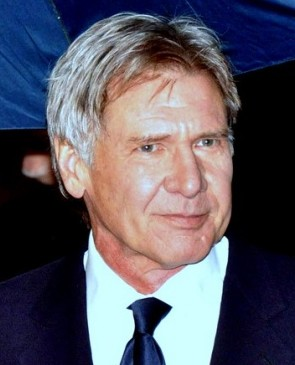
Harrison Ford en 2010.
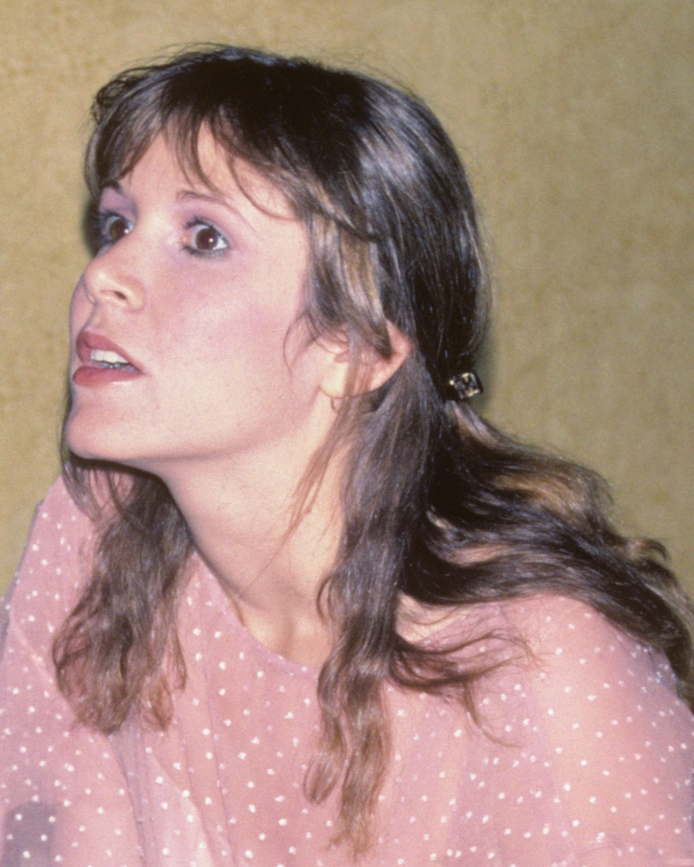
Carrie Fisher en 1978.
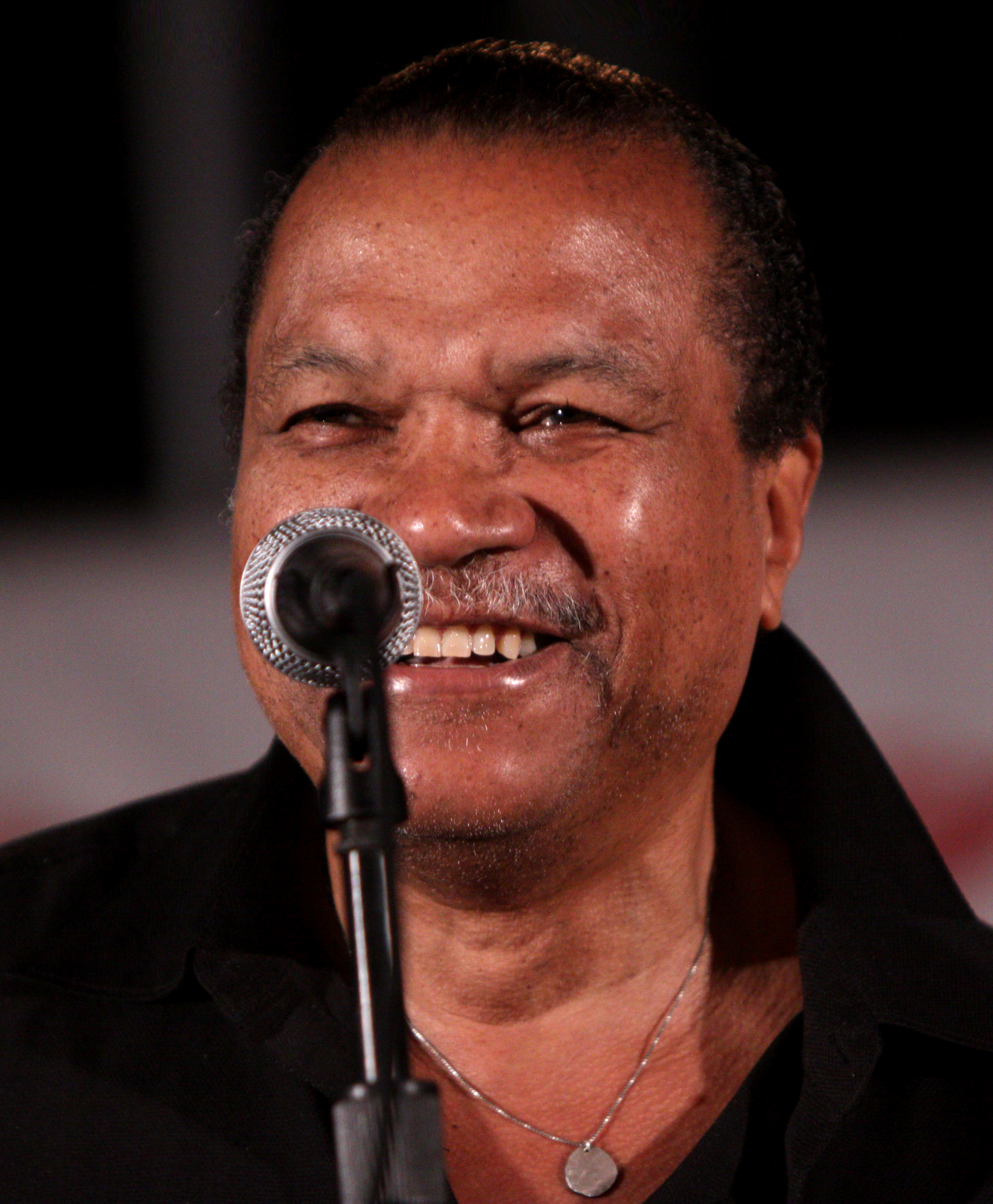
Billy Dee Williams en 2011.
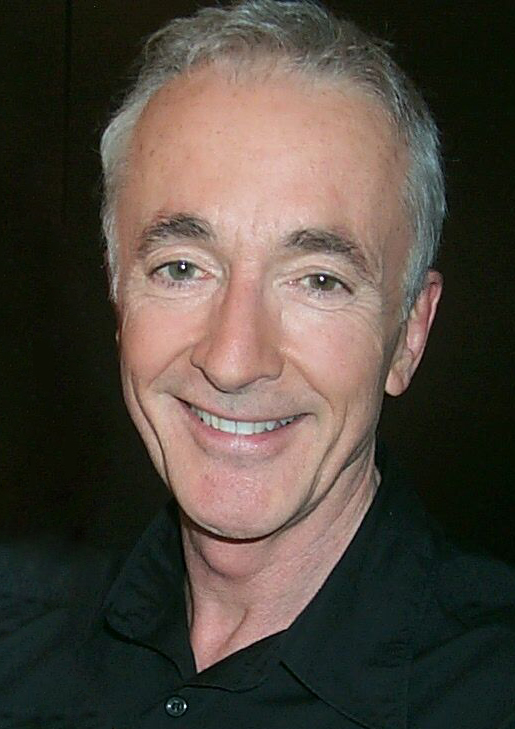
Anthony Daniels en 2005.
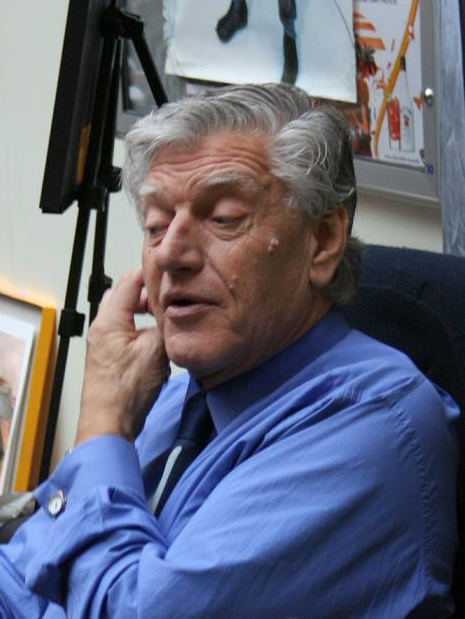
David Prowse en 2006.

## Production

### Scénario
L'immense succès critique et commercial de Star Wars, épisode IV : Un nouvel espoir pousse la société de production 20th Century Fox à demander au scénariste-réalisateur George Lucas de mettre en chantier une suite au film. Cependant, Lucas décide de produire le film en totale indépendance en autofinançant le film avec un emprunt à sa banque. 20th Century Fox se contente seulement de distribuer le film dans les salles de cinéma. Pour développer sa société Lucasfilm et avoir son propre studio de post-production, George Lucas se lance dans la construction du Skywalker Ranch. Ce vaste chantier, ajouté au financement et à la production, monopolisent Lucas qui doit engager un réalisateur confirmé pour tourner la suite. Avec son producteur Gary Kurtz, ils choisissent Irvin Kershner, qui vient de réaliser Les Yeux de Laura Mars.

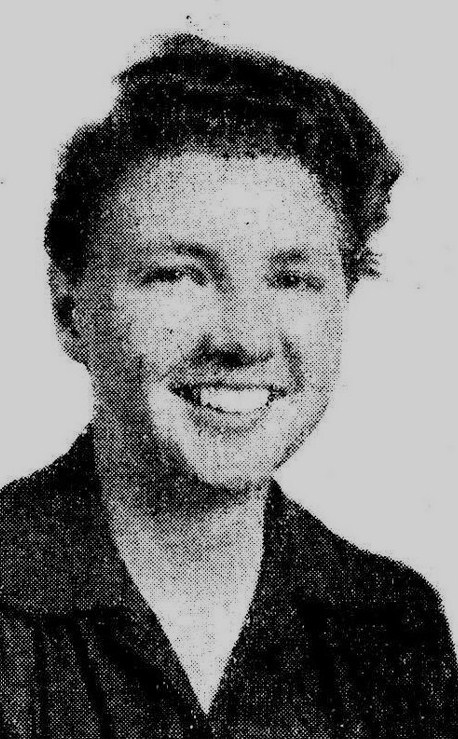
La scénariste Leigh Brackett en 1941.

En 1975, alors qu'il rédige la troisième ébauche de scénario du premier Star Wars, Lucas décide de consacrer du temps pour développer une trame de fond assez élaborée pour faciliter son futur processus d'écriture sur les autres films. Reprenant ces éléments, il rédige le premier manuscrit de L'Empire contre-attaque le 28 novembre 1977 en y intégrant même des événements extérieurs au film. Ainsi, il ajoute une première scène où le héros Luke Skywalker est attaqué et frappé au visage par une créature des neiges afin de rester cohérent avec les cicatrices que porte Mark Hamill. En effet, en janvier de la même année, l'interprète du héros a eu un accident de voiture qui l'a obligé à subir une reconstruction du visage.
Peu motivé à l'idée d'écrire le scénario seul, Lucas engage la romancière et scénariste de science-fiction Leigh Brackett. Elle en termine la première ébauche le 17 février 1978 mais meurt d'un cancer le 18 mars de la même année. Son scénario inclut un triangle amoureux entre Luke, la princesse Leia et Han Solo, Yoda s'appelle Minch Yoda, Luke a une sœur cachée nommée Nellith, Lando Calrissian est un clone du nom de Lando Kaddar, le père de Luke est toujours un personnage distinct de Dark Vador et apparaît comme un fantôme sur Dagobah et Han Solo, à la fin du scénario, part à la recherche de son oncle Ovan Marek, l'homme le plus puissant de l'univers après l'empereur Palpatine,. George Lucas, qui trouve son scénario incohérent par rapport à sa vision d'ensemble de la saga, décide de reprendre le travail d'écriture à zéro. Le calendrier serré ne lui laisse d'autre choix que d'écrire lui-même un nouveau jet,,. Bien que la version de Brackett ait suivi son traitement scénaristique, il trouve qu'elle a dépeint les personnages différemment de ce qu'il avait prévu. Lucas termine son jet de 121 pages six semaines plus tard, le 1er avril. Il trouve le processus plus agréable que sur Un nouvel espoir car l'univers, désormais concrétisé, est connu de lui-même et du public. Toutefois, ayant eu du mal à écrire une conclusion satisfaisante, il laisse la fin de son scénario ouverte en vue d'un troisième film.
Après avoir rédigé deux jets, Lucas engage Lawrence Kasdan en juin 1978 pour retravailler le scénario. Kasdan vient de terminer le scénario d'une autre production de Lucasfilm, Les Aventuriers de l'arche perdue. Le réalisateur Irvin Kershner de son côté se consacre essentiellement à la psychologie des personnages. Durant plusieurs semaines, les trois hommes se réunissent régulièrement pour des séances de réflexion, suivies de réécritures du scénario par Kasdan. Le scénario met alors plus l'accent sur les émotions des personnages, et les dialogues. L'action démarre également dans une atmosphère plus sombre qui place rapidement les protagonistes dans des situations cauchemardesques.
Plusieurs idées sont examinées puis abandonnées par le trio. Il envisage notamment comme quartier général de Dark Vador un château dans les neiges puis optent ensuite pour un vaisseau spatial gigantesque, le Super Destroyer Stellaire. Lucas pense également explorer le milieu d'où provient le personnage de Chewbacca en situant certaines scènes sur Kashyyyk, sa planète d'origine.

### Préproduction
Norman Reynolds est choisi pour être le chef décorateur du film. Avec son équipe, il réalise de nombreux dessins préparatoires à partir des différentes versions du scénario. Ils sont aidés par le dessinateur Ralph McQuarrie qui peint à l'acrylique de nombreuses scènes-clés du films. En février 1978, le directeur artistique Joe Johnston réalise également un storyboard pour les premières scènes sur la planète Hoth et des douzaines d'illustrations pour trouver l'apparence de Minch Yoda, simplement rebaptisé Yoda.
Le réalisateur Irvin Kershner passe ensuite un an aux studios d'Elstree dans la banlieue de Londres pour la réalisation des storyboards des autres scènes puis pour la mise en chantier du film avec les responsables de production, les costumiers et les interprètes. Il réalise la première version de l'histoire au brouillon puis charge un dessinateur de le mettre en image. Il ne produit que deux exemplaires du storyboard final, un pour lui à Londres et un pour la société d’effets spéciaux Industrial Light & Magic (ILM) en Californie. ILM est la société créée par George Lucas en 1975 pour réaliser les effets spéciaux du premier Star Wars. Contrairement au premier opus, elle bénéficie d'un budget important pour effectuer son travail sur L'Empire contre-attaque. Cela lui permet de réaliser des trucages de meilleure qualité.
Le nouveau personnage de Yoda, est un défi technique en raison de sa petite taille (moins d'un mètre). Lucas et ses techniciens envisagent la possibilité d'utiliser un singe, un nain, un enfant maquillé ou une figurine filmée image par image,. C'est finalement une marionnette, créée par Wendy Froud, qui est choisie en juillet 1978,. Plusieurs visages sont également envisagés pour Yoda. C'est le maquilleur Stuart Freeborn qui lui donne son aspect définitif d'après un mélange de ses propres traits et de ceux d'Albert Einstein. Convaincu par l'aspect, George Lucas lance la construction d'un système de mécanismes pour animer les muscles faciaux du personnage. La manipulation de la marionnette est ensuite confiée à Frank Oz, un spécialiste conseillé à Lucas par Jim Henson, le créateur de la série télévisée de marionnettes Le Muppet Show,.

### Tournage

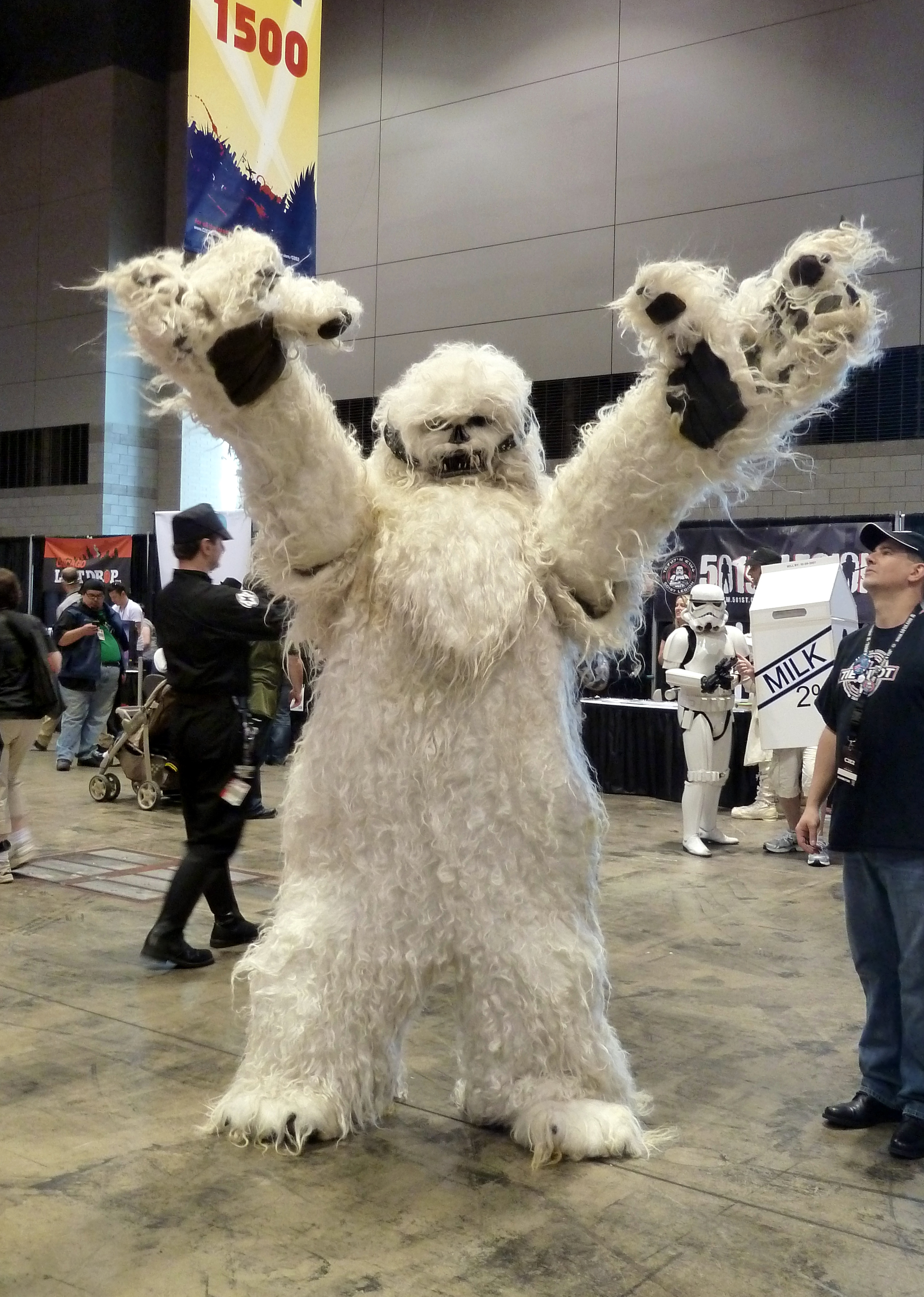
Cosplay du monstre des neiges qui attaque Luke Skywalker.

Le film est tourné à l'aide de caméras Panavision. Le tournage débute le 5 mars 1979 par une température de moins trente degrés à Finse, un village de la commune norvégienne d'Ulvik situé près du glacier Hardangerjøkulen. Les premiers jours, l'équipe du film ne peut même pas sortir car les portes de l'hôtel où elle réside sont bloquées par cinq mètres de neige. Le réalisateur Irvin Kershner décide néanmoins de commencer le tournage. Il place donc une caméra devant la porte arrière du bâtiment, puis demande à Mark Hamill de s'enfoncer dans la neige pour les plans où son personnage s'enfuit pour échapper au monstre des neiges,.
Une fois les plans en extérieur réalisés, le tournage se poursuit aux studios d'Elstree à partir du 13 mars. Malheureusement, le réalisateur ne dispose que de sept plateaux pour filmer les soixante-quatre décors, puisque le huitième plateau du studio a brûlé quelques semaines plus tôt lors du tournage du film Shining de Stanley Kubrick.
Kershner a rapidement des hésitations sur la scène où Han Solo est plongé dans la chambre de congélation. Il n'est pas satisfait du dialogue écrit par Kasdan : Leia doit dire « Je vous aime » et Solo lui répondre « Moi aussi ». Le réalisateur trouve que la réplique ne colle pas au caractère mauvais garçon de Solo. Il demande alors à Harrison Ford, son interprète, d'improviser une nouvelle réponse. Ford se contente alors de répliquer « Je sais » à la déclaration d'amour de sa partenaire. Kershner trouve cela génial et décide de garder cette phrase.
Début juin, le tournage est arrêté pendant un jour à la suite du décès brutal de John Barry, réalisateur de seconde équipe, en raison d'une méningite infectieuse. Gary Kurtz le remplace par Harley Cokeliss.
Durant plusieurs mois, Mark Hamill est le seul acteur présent sur le plateau de tournage entouré de fumées, de serpents, de robots et de monstres. En effet, son partenaire de jeu, le marionnettiste Frank Oz, est dissimulé sous le sol. Pour lui permettre de travailler, le plateau de tournage est surélevé d'environ un mètre. Il se glisse dessous et donne ainsi la réplique à Mark Hamill. Cela s’avère physiquement très fatigant pour Oz. Il est aussi aidé par trois autres marionnettistes qui s'occupent respectivement des oreilles, des yeux et de la main gauche quand c'est nécessaire. Pour George Lucas, la prestation de Yoda est très importante. Selon lui, si la marionnette n'avait pas été crédible, le « film se serait cassé la figure à cause de ça ».
Lucas ne vient que deux fois sur le plateau en Angleterre. Une de ces visites se déroule alors qu'est tournée la scène où le vaisseau de Luke sort de l'eau grâce au pouvoir de Yoda. Tout semble marcher correctement jusqu'au moment où les deux ailes du vaisseau tombent. Composées uniquement de bois, elles n'ont pas supporté le poids de l'eau. Les techniciens sont obligés de renforcer la structure par de l'acier et dix heures après la première prise, Kershner parvient à réaliser le plan souhaité. Pour les scènes se déroulant dans le marais, le plateau est couvert d'un mètre d'eau. Tous les techniciens sont obligés de porter des bottes. Et comme le sol est glissant, plusieurs font des chutes et se fracturent le bras. Kershner lui-même fait un début de malaise à cause de la fumée introduite sur le plateau. Il est par la suite obligé de porter un masque à gaz pour réaliser les scènes du marais.
Les interprètes ne connaissent pas l’intégralité du scénario, notamment certains passages importants comme les origines du personnage de Luke Skywalker dévoilées par Dark Vador. Même les principaux concernés, Mark Hamill et David Prowse, ne sont pas au courant. Ce n'est qu'au moment où il va tourner la scène qu'Hamill apprend la vérité. Prowse déclame « Tu ignores la vérité, Obi-Wan a tué ton père » sans se douter que sa réplique n'est pas la bonne. Kershner enregistre surtout les réactions d'Hamill. Ce n'est qu'en post-production que le bon dialogue est prononcé par la voix de Dark Vador, l'acteur James Earl Jones. Même lui est stupéfié quand il découvre que la vraie réplique est « Non, je suis ton père ». Il pense alors que Vador ment à Luke.
Le 5 septembre, l’acteur Alec Guinness arrive sur le plateau pour reprendre son rôle d'Obi-Wan Kenobi. Il tourne ses scènes en six heures et se voit attribuer pour cela 0,25 % des futures recettes. Le tournage se termine quelques jours plus tard, le 24 septembre, par quelques plans de la caverne habitée de Dagobah. Mark Hamill ayant fini son contrat, c'est une doublure qui tient le rôle de Luke Skywalker pour ces derniers plans.
Le producteur Gary Kurtz engage le français Michel Parbot pour qu'il réalise un documentaire pour le compte de Lucasfilm. Il suit ainsi le tournage pendant six mois en Angleterre aux studios d'Elstree ainsi qu'à Finse. Le documentaire n'est cependant jamais diffusé en intégralité. Seuls quelques extraits sont utilisés pour la promotion du film.

### Postproduction
À la fin du tournage, George Lucas s'aperçoit qu'il dépasse déjà son budget de 10 millions de dollars. Il négocie alors avec la 20th Century Fox un prêt d'argent mais sans pour autant céder les droits. En effet, les dirigeants de la Fox ont aussi intérêt à voir sortir le film le plus tôt possible.
Le plus gros travail de postroduction est la création des effets spéciaux par la société ILM. Pour cela, de nombreux modèles réduits sont construits car beaucoup de vaisseaux spatiaux sont nécessaires, notamment le Slave 1, le vaisseau du chasseur de primes Boba Fett. L'assistant artistique Nilo Rodis-Jamero s'inspire pour sa création d'une antenne parabolique. Les techniciens se servent entre autres de pièces de modèle réduit de Porsche pour fabriquer la maquette du vaisseau. Le Faucon Millenium, le vaisseau d'Han Solo, est également construit à nouveau bien qu'il apparaisse déjà dans Un nouvel espoir. La maquette du premier film est en effet trop grande pour réaliser les cascades prévues pour L'Empire contre-attaque. Le nouveau vaisseau construit représente en proportion la moitié de celui du premier film.

Dessin d'un TB-TT.

Pour filmer les maquettes, les techniciens utilisent la technique d'animation image par image. C'est le maquettiste Jon Berg qui conçoit les véhicules quadripodes TB-TT d'après les visuels réalisés par Ralph McQuarrie et Joe Johnston. Il en réalise deux versions, l'une animée de cinquante centimètres et l'autre fixe de plus d'un mètre. Pour leur démarche, Berg s'inspire de celle d'un éléphant d'Asie qu'il filme dans un parc animalier. La substance qu'il utilise pour figurer la neige dans la scène des quadripodes est du bicarbonate de soude. Cela permet de voir la trace de leur passage et ainsi accréditer leur apparence grande et lourde. Le studio utilise aussi la technique de la peinture sur cache. Harrison Ellenshaw réalise des peintures sur verre pour les paysages de la cité des nuages de Bespin et la tourbière de Dagobah, interrompant son travail pour participer au film Les Yeux de la forêt (1980).
Le monolithe figurant Han Solo figé dans la carbonite est également une création d'ILM. Pour le construire, les techniciens moulent le visage et les mains de l'acteur Harrison Ford qu'ils combinent avec le moulage du corps de l'un d'eux.
Pour la fin de la postproduction, Lucas fait appel à deux techniciens ayant déjà travaillé avec lui sur Un nouvel espoir et ayant remporté un Oscar pour ce travail. Il s'agit de Ben Burtt pour les effets sonores et de Paul Hirsch pour le montage.

### Bande originale
Comme pour le premier Star Wars, la musique est composée et réalisée par John Williams. Il débute la composition en novembre 1979. Puisque Dark Vador a une place plus importante dans le film, Williams lui écrit un thème dédié, The Imperial March. L'enregistrement a lieu en Angleterre avec l'orchestre symphonique de Londres durant dix-huit séances de trois heures chacune, réparties sur une période de deux semaines. C'est la cinquième bande originale que Williams enregistre avec cet orchestre. Pour le morceau The Battle of Hoth, le compositeur fait appel à cinq piccolos, cinq hautbois, une batterie de huit percussions, deux pianos et trois harpes supplémentaires. Avec ces ajouts, il souhaite rendre plus mécanique le son brutal et bizarre des quadripodes impériaux avançant à travers le paysage enneigé.
Début avril 1980, Williams est nommé chef résident de l'orchestre symphonique de Boston. Le 29 avril, lors de sa première représentation avec cet orchestre, Williams joue pour la première fois deux des nouvelles compositions de L'Empire contre-attaque : Yoda's Theme et The Imperial March.
La bande originale du film sort en double disque microsillon le 16 mai 1980 chez RSO Records. Le 31 août de la même année, elle atteint le million d'exemplaires vendus. Une version longue de la bande originale est rematricée en 1996 par Dan Hersch sous la direction de Michael Matessino. Cette nouvelle version est commercialisée en 1997 pour accompagner la sortie de l'édition spéciale du film.
| Liste des morceaux du premier disque | Liste des morceaux du premier disque                                                                         | Liste des morceaux du premier disque | Liste des morceaux du premier disque | Liste des morceaux du premier disque | Liste des morceaux du premier disque | Liste des morceaux du premier disque | Liste des morceaux du premier disque | Liste des morceaux du premier disque | Liste des morceaux du premier disque |
| No                                   | Titre | Durée                                |                                      |                                      |                                      |                                      |                                      |                                      |                                      |
| ------------------------------------ | --- | ------------------------------------ | ------------------------------------ | ------------------------------------ | ------------------------------------ | ------------------------------------ | ------------------------------------ | ------------------------------------ | ------------------------------------ |
| 1.                                   | 20th Century Fox Fanfare                                                                                     | 0:22                                 |                                      |                                      |                                      |                                      |                                      |                                      |                                      |
| 2.                                   | Main Title/The Ice Planet Hoth                                                                               | 8:09                                 |                                      |                                      |                                      |                                      |                                      |                                      |                                      |
| 3.                                   | The Wampa's Lair/Vision of Obi-Wan/Snowspeeders Take Flight                                                  | 8:48                                 |                                      |                                      |                                      |                                      |                                      |                                      |                                      |
| 4.                                   | The Imperial Probe/Aboard the Executor                                                                       | 4:24                                 |                                      |                                      |                                      |                                      |                                      |                                      |                                      |
| 5.                                   | The Battle of Hoth (The Ion Cannon, Imperial Walkers, Beneath the AT-AT and Escape in the Millennium Falcon) | 14:48                                |                                      |                                      |                                      |                                      |                                      |                                      |                                      |
| 6.                                   | The Asteroid Field                                                                                           | 4:15                                 |                                      |                                      |                                      |                                      |                                      |                                      |                                      |
| 7.                                   | Arrival on Dagobah                                                                                           | 4:54                                 |                                      |                                      |                                      |                                      |                                      |                                      |                                      |
| 8.                                   | Luke's Nocturnal Visitor                                                                                     | 2:35                                 |                                      |                                      |                                      |                                      |                                      |                                      |                                      |
| 9.                                   | Han Solo and the Princess                                                                                    | 3:26                                 |                                      |                                      |                                      |                                      |                                      |                                      |                                      |
| 10.                                  | Jedi Master Revealed/Mynock Cave                                                                             | 5:44                                 |                                      |                                      |                                      |                                      |                                      |                                      |                                      |
| 11.                                  | The Training of a Jedi Knight/The Magic Tree                                                                 | 5:16                                 |                                      |                                      |                                      |                                      |                                      |                                      |                                      |
| 77:22                                | |                                      |                                      |                                      |                                      |                                      |                                      |                                      |                                      |

| Liste des morceaux du second disque | Liste des morceaux du second disque                     | Liste des morceaux du second disque | Liste des morceaux du second disque | Liste des morceaux du second disque | Liste des morceaux du second disque | Liste des morceaux du second disque | Liste des morceaux du second disque | Liste des morceaux du second disque | Liste des morceaux du second disque |
| No                                  | Titre                                                   | Durée                               |                                     |                                     |                                     |                                     |                                     |                                     |                                     |
| ----------------------------------- | ------------------------------------------------------- | ----------------------------------- | ----------------------------------- | ----------------------------------- | ----------------------------------- | ----------------------------------- | ----------------------------------- | ----------------------------------- | ----------------------------------- |
| 1.                                  | The Imperial March (Darth Vader's Theme)                | 3:02                                |                                     |                                     |                                     |                                     |                                     |                                     |                                     |
| 2.                                  | Yoda's Theme                                            | 3:30                                |                                     |                                     |                                     |                                     |                                     |                                     |                                     |
| 3.                                  | Attacking a Star Destroyer                              | 3:04                                |                                     |                                     |                                     |                                     |                                     |                                     |                                     |
| 4.                                  | Yoda and the Force                                      | 4:02                                |                                     |                                     |                                     |                                     |                                     |                                     |                                     |
| 5.                                  | Imperial Starfleet Deployed/City in the Clouds          | 6:04                                |                                     |                                     |                                     |                                     |                                     |                                     |                                     |
| 6.                                  | Lando's Palace                                          | 3:53                                |                                     |                                     |                                     |                                     |                                     |                                     |                                     |
| 7.                                  | Betrayal at Bespin                                      | 3:46                                |                                     |                                     |                                     |                                     |                                     |                                     |                                     |
| 8.                                  | Deal with the Dark Lord                                 | 2:37                                |                                     |                                     |                                     |                                     |                                     |                                     |                                     |
| 9.                                  | Carbon Freeze/Darth Vader's Trap/Departure of Boba Fett | 11:50                               |                                     |                                     |                                     |                                     |                                     |                                     |                                     |
| 10.                                 | The Clash of Lightsabers/The Stormtroopers are Coming   | 4:18                                |                                     |                                     |                                     |                                     |                                     |                                     |                                     |
| 11.                                 | Rescue from Cloud City/Hyperspace                       | 9:10                                |                                     |                                     |                                     |                                     |                                     |                                     |                                     |
| 12.                                 | The Rebel Fleet/End Title                               | 6:28                                |                                     |                                     |                                     |                                     |                                     |                                     |                                     |
| 61:44                               |                                                         |                                     |                                     |                                     |                                     |                                     |                                     |                                     |                                     |

## Accueil

### Sortie

L'affiche du film est inspirée par celle de la reprise d’Autant en emporte le vent de 1967.

En novembre 1979, la première affiche annonçant L'Empire contre-attaque est distribuée aux cinémas américains. Elle est l'œuvre de Tony Seiniger et David Reneric, qui sont également les créateurs du logo du film. L'affiche du film est quant à elle dévoilée début mai 1980. Il s'agit d'une peinture de Roger Kastel qui s'inspire de celle de la reprise en 1967 d’Autant en emporte le vent.
Le 17 mai, le film est projeté lors d'une avant-première américaine caritative au Kennedy Center de Washington. L'avant-première européenne, elle, a lieu le 20 mai à Londres en présence des interprètes Mark Hamill, Harrison Ford, Carrie Fisher, Billy Dee Williams, Anthony Daniels, David Prowse, du producteur Gary Kurtz et du réalisateur Irvin Kershner. La presse est également conviée aux studios de Pinewood où des éléments de décor sont reconstitués pour l'occasion. La sortie est notamment couverte en France par les animateurs Igor et Grichka Bogdanoff pour l'émission de science et science-fiction Temps X.
Le film sort aux États-Unis le 21 mai au format 70 mm dans cent vingt-sept cinémas. Cent vingt-cinq d'entre eux battent leur record d'entrées pour un premier jour d'exploitation. À partir du 18 juin, une diffusion plus large est organisée au format 35 mm.

### Accueil critique

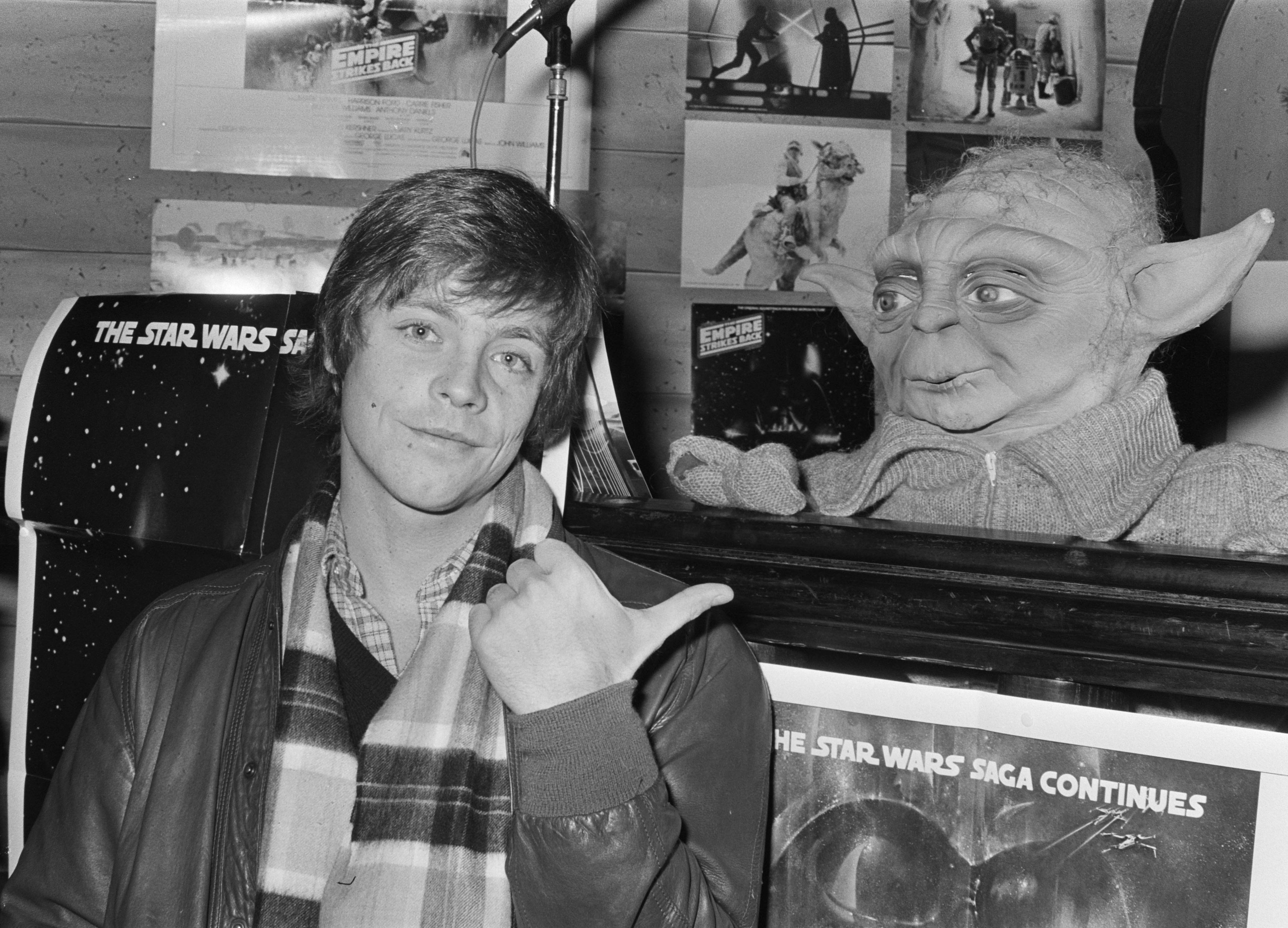
L'acteur Mark Hamill, lors de la promotion du film aux Pays-Bas en 1980.

Aux États-Unis, L'Empire contre-attaque reçoit des critiques mitigées lors de sa sortie initiale. Parmi les critiques favorables, Gerald Clarke du magazine Time juge que le film est « à bien des égards… un meilleur film » qu’Un nouvel espoir. Les autres critiques émettent des réserves vis-à-vis du scénario. Cependant, tous soulignent la grande qualité des effets spéciaux. Par exemple, Vincent Candy du journal The New York Times écrit une critique essentiellement négative. Il déclare s’être ennuyé pendant la projection. Il ne nie pas la beauté du film, ni son côté inoffensif. Il le trouve simplement « crétin ». Judith Martin du Washington Post se plaint, elle, que le film n’est que le milieu d’une histoire sans commencement ni conclusion réels.
En France, les avis sont très positifs. Olivier Assayas du magazine Cahiers du cinéma pense que le film est un « adroit mélange d’humour, d’aventures et de bande-dessinée ». Sylvie Marcovitch du Journal du dimanche indique que ce nouvel épisode est « digne du premier pour ne pas dire nettement supérieur ». Alain Garsault de la revue Positif pense également que le deuxième épisode « renouvèle la séduction du premier sans le répéter ». Louis Marcorelles du journal Le Monde trouve le film « plus humain, plus familier et plus terre-à-terre ». Gilles Gressard du journal Libération, même s’il estime le film « à la limite de l'hystérie et du mystique », déclare qu’il est « parfaitement adapté au public des périodes de crise ».
Pour la ressortie de l'édition spéciale en 1997, les critiques américains sont plus favorables. Bob Stephens du San Francisco Examiner décrit le film comme « le plus grand épisode de la trilogie Star Wars ». Le critique Roger Ebert est également de cet avis, affirmant aussi que L'Empire contre-attaque est le film de la trilogie qui invite le plus à réfléchir. Sur le site Rotten Tomatoes, le film obtient le score de 96 % pour un total de soixante-seize critiques. Le site résume les avis ainsi : « plus sombre, plus sinistre mais finalement encore plus impliquant qu’Un nouvel espoir ».

### Box-office

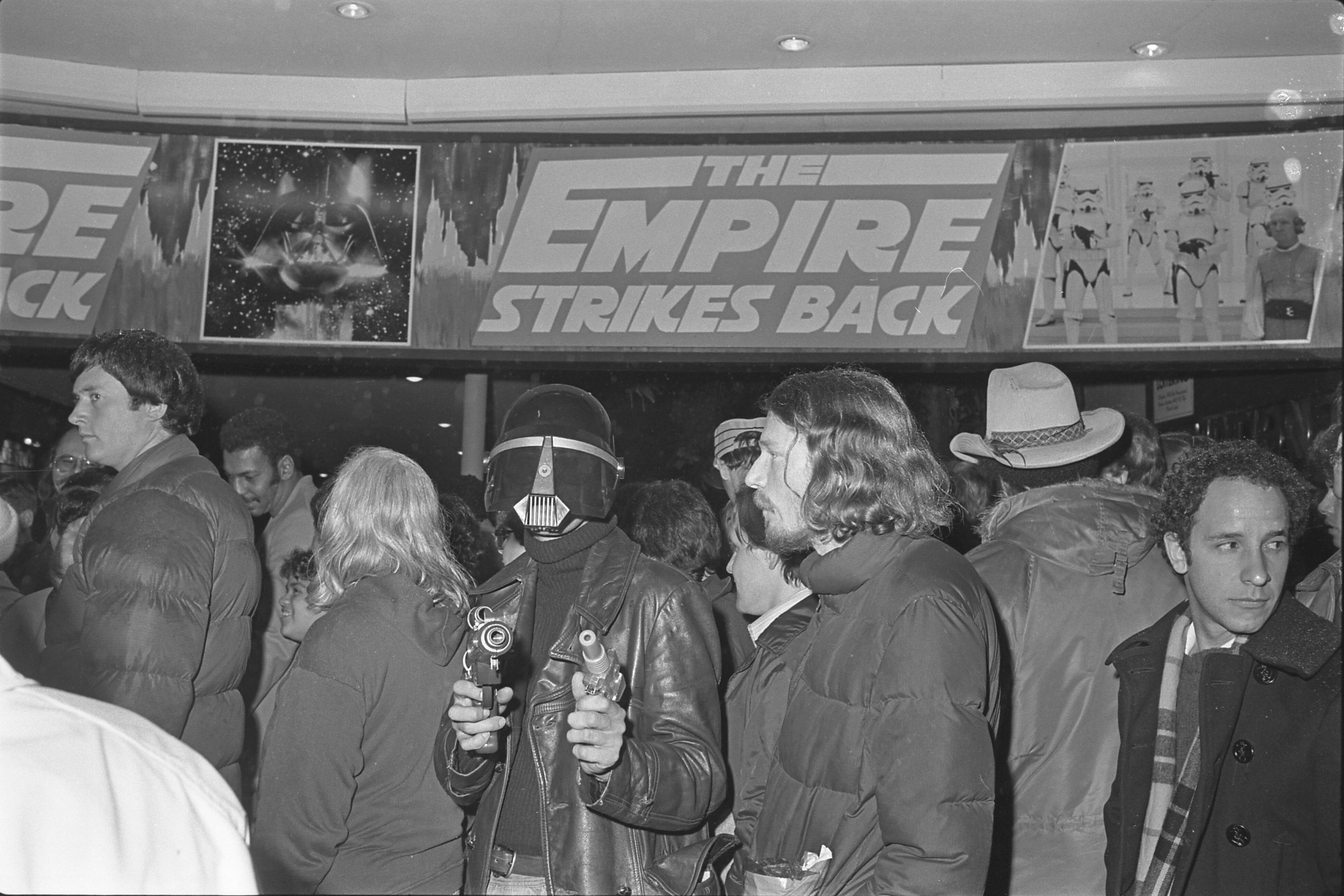
La foule de spectateurs à l'entrée d'un cinéma de Los Angeles en mai 1980.

Le film rapporte 10 000 000 US$ lors de son week-end d'ouverture. Après trois mois d'exploitation, George Lucas récupère les 33 000 000 $ investis dans le budget et peut même distribuer 5 000 000 $ de prime à ses salariés. Le 17 août 1980, les recettes du film dépassent les 145 000 000 US$. Le film termine sa course aux États-Unis fin 1980 avec 209 000 000 $ et se hisse à la première place annuelle en Amérique du Nord. La ressortie de 1982 rapporte, elle, 13 000 000 $. L'« édition spéciale » de 1997 engrange enfin 68 000 000 $ et porte l'exploitation totale américaine à 290 000 000 $.
Au niveau mondial, le film se place également à la première place des recettes de l'année 1980. Toutes années confondues, il engrange 191 000 000 $ hors d'Amérique du Nord et porte ainsi le total des recettes mondiales à 400 000 000 $. En France avec 4 051 000 entrées, le film se classe en deuxième position du box-office derrière La Boum.
| Pays       | Box-office (1980) | Classement de l'année (1980) |
| ---------- | ----------------- | ---------------------------- |
| Monde      | 400 000 000 US$   | 1er                          |
| États-Unis | 209 000 000 US$   | 1er                          |
| France     | 4 051 000 entrées | 2e                           |

### Rééditions
Aux États-Unis, L'Empire contre-attaque ressort dans les salles de cinéma le 31 juillet 1981 avec une nouvelle affiche dessinée par Tom Jung puis le 19 novembre 1982.
En février 1997, le film sort au cinéma dans une version « édition spéciale », un mois après la réédition d’Un nouvel espoir. George Lucas profite de ces ressorties pour inclure de nouveaux passages dans les films, et en améliorer les effets spéciaux.
Dans la scène de l'attaque du monstre des neiges, le costume du monstre, mal préparé, n'a pas pu être utilisé en 1980. C'est la petite marionnette créée par Phil Tippett qui sert finalement pour deux plans, hors desquels les spectateurs entendent le Wampa sans vraiment le voir. Or, Lucas souhaite que le monstre apparaisse dans la nouvelle version du film. Un tout nouveau costume est donc construit et de nouveaux plans sont tournés dans un décor à échelle réduite représentant une caverne,. La bataille dans la neige est également améliorée. Dans cette scène, les maquettes filmées sur un fond bleu sont incrustées dans un paysage blanc. Le signe révélateur d'un tel procédé est une ligne noire autour de la maquette. Sur un fond noir cela est presque invisible mais sur un fond blanc, la moindre ligne noire devient très visible. Pour la ressortie, les lignes sont donc effacées par ordinateur.
La cité des nuages est aussi particulièrement retouchée numériquement. Les trucages de l'époque ne plaisent pas à Lucas. Il trouve le décor très confiné et claustrophobique. Il le souhaite plus ouvert sur la ville. De nombreux plans pour mieux voir la ville et les véhicules sont donc ajoutés. De plus, quand les personnages marchent dans le palais, il y a davantage de fenêtres depuis lesquelles l'agitation extérieure est visible,. Le trajet de Dark Vador de la cité des nuages jusqu'à son vaisseau qui, dans la première version n'est que suggéré, est intégralement montré dans la nouvelle édition. Sa réplique « Amenez ma navette » est également remplacée par « Prévenez mon destroyer interstellaire, qu'il se prépare à mon arrivée ». Pour cette occasion, c'est l'ancien animateur d'effets spéciaux Andrew Nelson qui revêt le costume de Vador. De nouveaux plans du vaisseau du chasseur de primes Boba Fett sont aussi ajoutés. La chute de Luke dans la cité des nuages, qui dans la première version est silencieuse, s'accompagne dans l'édition spéciale d'un cri.
Comme Lucas, le réalisateur Irvin Kershner s'est plaint durant le tournage que la cité des nuages n'est pas assez visible. Selon lui, cela « ressemble à un décor bon marché ». Il estime que le travail de l'édition spéciale sur ce point est remarquable et juge que la scène où Vador marche vers sa navette « est pas mal ». En revanche, il déclare qu'« on n'avait pas besoin du monstre des neiges, mais ça va cela ne gâche rien ». Kershner conclut que le film reste essentiellement le même.

## Distinctions
Note : sauf mention contraire, les informations ci-dessous sont issues de la page Awards du film sur l'Internet Movie Database. Ici sont listés les principaux prix.
L'Empire contre-attaque remporte deux Oscars sur quatre nominations. Le film gagne aussi, sur huit nominations, quatre Saturn Awards dont celui du meilleur film. Il est également récompensé par plusieurs autres prix comme le Grammy Awards de la meilleure musique de film, le Prix Hugo du meilleur film dramatique et le BAFTA de la meilleure musique de film.

### Récompenses
| Année | Cérémonie ou récompense | Prix                             | Lauréat(es)                                                     |
| ----- | ----------------------- | -------------------------------- | --------------------------------------------------------------- |
| 1981  | Oscars                  | Meilleur son                     | Gregg Landaker, Steve Maslow, Peter Sutton et Bill Varney       |
| 1981  | Oscars                  | Meilleurs effets spéciaux        | Richard Edlund, Brian Johnson, Dennis Muren et Bruce Nicholson  |
| 1981  | BAFTA                   | Meilleure musique de film        | John Williams                                                   |
| 1981  | Saturn Awards           | Meilleur film de science-fiction |                                                                 |
| 1981  | Saturn Awards           | Meilleur acteur                  | Mark Hamill                                                     |
| 1981  | Saturn Awards           | Meilleure réalisation            | Irvin Kershner                                                  |
| 1981  | Saturn Awards           | Meilleurs effets visuels         | Richard Edlund et Brian Johnson                                 |
| 1981  | Grammy Awards           | Meilleure musique de film        | John Williams                                                   |
| 1981  | Prix Hugo               | Meilleur film dramatique         | Leigh Brackett, Lawrence Kasdan, Irvin Kershner et George Lucas |
| 1981  | People's Choice Awards  | Film préféré                     |                                                                 |

### Nominations
| Année | Cérémonie ou récompense         | Prix                                | Lauréat(es)                                                               |
| ----- | ------------------------------- | ----------------------------------- | ------------------------------------------------------------------------- |
| 1981  | Oscars                          | Meilleure direction artistique      | Leslie Dilley, Michael Ford, Harry Lange, Norman Reynolds et Alan Tomkins |
| 1981  | Oscars                          | Meilleure musique                   | John Williams                                                             |
| 1981  | Golden Globes                   | Meilleure musique de film           | John Williams                                                             |
| 1981  | BAFTA                           | Meilleurs décors                    | Norman Reynolds                                                           |
| 1981  | BAFTA                           | Meilleur son                        | Ben Burtt, Peter Sutton et Bill Varney                                    |
| 1981  | Saturn Awards                   | Meilleur acteur dans un second rôle | Billy Dee Williams                                                        |
| 1981  | Saturn Awards                   | Meilleur scénario                   | Leigh Brackett et Lawrence Kasdan                                         |
| 1981  | Saturn Awards                   | Meilleure musique                   | John Williams                                                             |
| 1981  | Saturn Awards                   | Meilleurs costumes                  | John Mollo                                                                |
| 1981  | Grammy Awards                   | Meilleure performance instrumentale | John Williams                                                             |
| 1981  | Writers Guild of America Awards | Meilleur scénario adapté            | Leigh Brackett et Lawrence Kasdan                                         |

## Analyse
Pour écrire le film, George Lucas s'aide notamment d’un livre d'anthropologie mais s'inspire aussi des westerns, du cinéaste japonais Akira Kurosawa et de thèmes mythologiques.

### Inspirations
Comme pour le premier Star Wars, George Lucas s'inspire de la base narratologique du voyage du héros, développée par Joseph Campbell dans le livre Le Héros aux mille et un visages en 1949. Il reprend notamment les éléments que l’auteur décrit comme étant les épreuves suprêmes, le paroxysme de l’aventure : le héros se retrouve face à sa plus grande peur et doit en triompher. L’une de ces épreuves est l’affrontement avec la figure du père, grâce auquel le personnage devient plus adulte et plus sage, à l'image du dieu grec Zeus, qui accède au pouvoir en éliminant son père Cronos comme lui-même l'avait déjà fait pour son propre père. Luke Skywalker se retrouve dans cette position lors de son combat face à Dark Vador. Dans cette scène, Vador inflige également à son fils la mutilation qu’il a lui-même reçue des années auparavant, telle la marque de Caïn des récits bibliques. Selon Campbell, toute grande bataille est en effet une blessure.
Luke est également la figure de l’enfant dangereux, à l’image d’Œdipe et de Persée dans la mythologie grecque. La peur d’être évincés du pouvoir pousse les parents à exiler leur progéniture jugée dangereuse. Luke Skywalker est lui aussi exilé aux confins de la galaxie, mais pour sa propre protection, face à un père malfaisant. Fils d’un tenant du pouvoir, il doit soit se soumettre à son père soit être éliminé par celui-ci. George Lucas a choisi à dessein le nom de Dark Vador qui est « Darth Vader » en anglais : ce nom évoque « Dark father », le père sombre.
Dans la scène de la grotte sur la planète Dagobah, Luke, dans un combat onirique face à Dark Vador, découvre sous le masque de son opposant son propre visage. Cette scène est également inspirée par l’ouvrage de Campbell. Elle représente l’affrontement du héros avec ses propres cauchemars, ou bien avec le démon caché dans son cœur.
Campbell note également la présence indispensable, dans le voyage du héros, de monstres et de bouffons. La scène où le Faucon Millenium se retrouve, malgré les efforts de son pilote, à l’intérieur d’un ver géant dissimulé dans un astéroïde, remplit cette fonction : elle reprend le mythe de Jonas avalé par la baleine. Il s’agit d’une représentation du mal sous sa forme monstrueuse.
Constituant le deuxième volet d'une trilogie, L'Empire contre-attaque correspond à la deuxième étape du voyage, celle qui est marquée par une pause dans l’action et où les sombres présages côtoient le souffle de la mort. La tension dramatique est donc plus forte ; les héros sont ainsi victimes de violents conflits intérieurs et de difficultés avec leur destinée. Ils se voient dotés d'une noirceur contributive des aventures et des dilemmes moraux. Tous ces éléments leur confèrent une densité à la hauteur des importants enjeux auxquels ils sont confrontés.

### Références culturelles

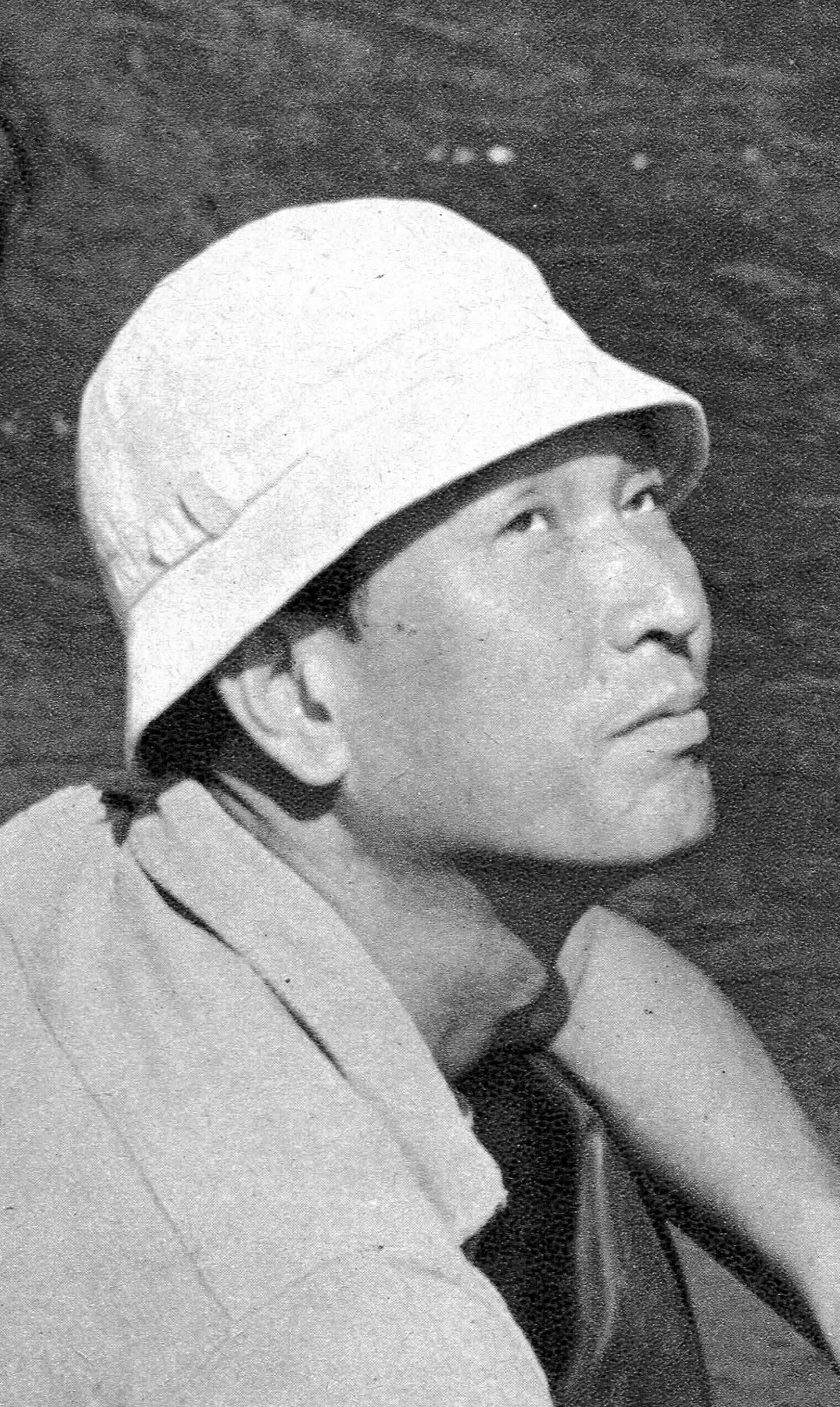
Le réalisateur Akira Kurosawa en 1953.